# Andrew Robathan

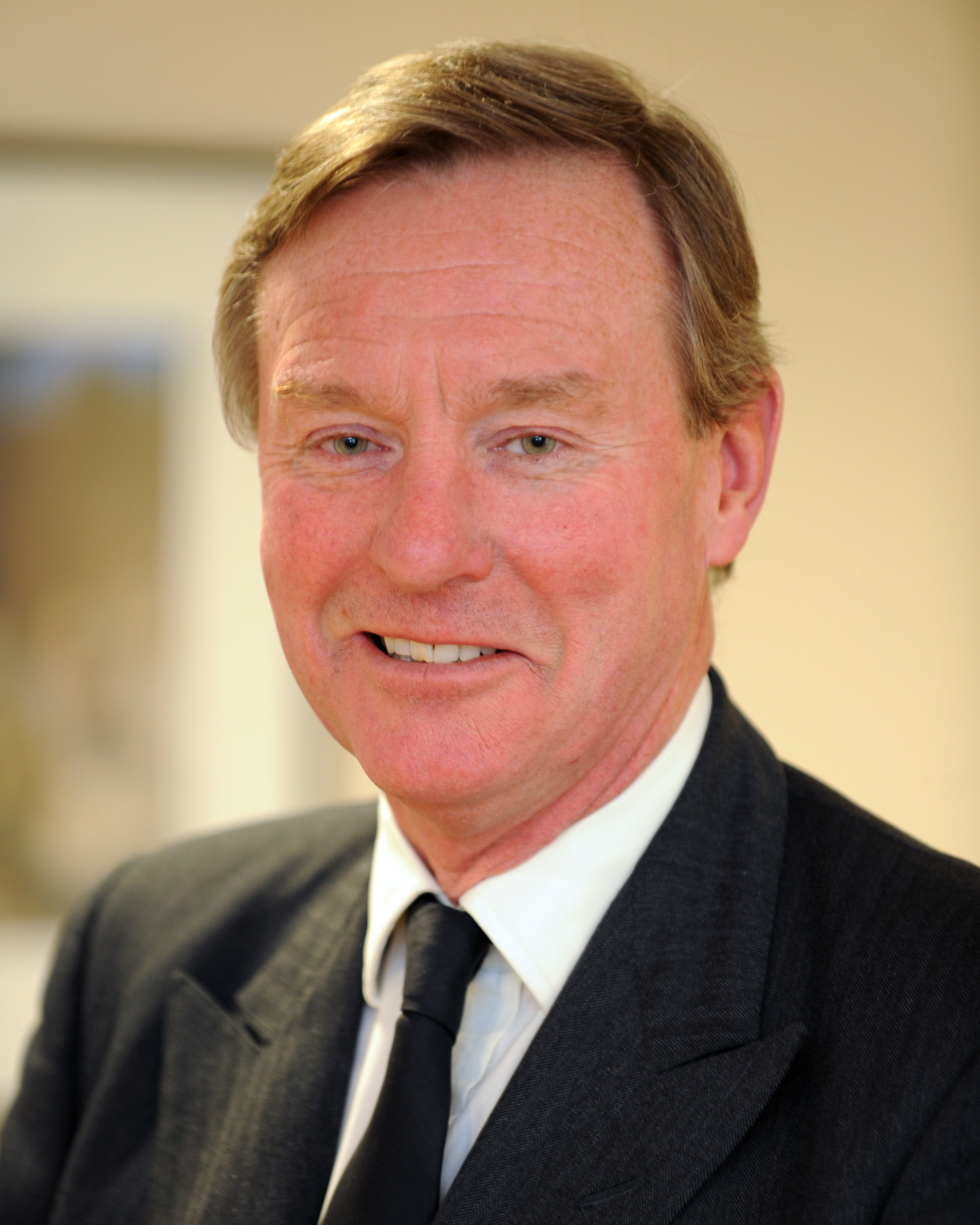
Andrew Robathan (2010)

Andrew Robathan (* 17. Juli 1951 in Surrey, England) ist ein britischer Politiker (Conservative Party).
1992 bis 2010 war er Abgeordneter im House of Commons. Der ehemalige Staatsminister für Nordirland gehört zu den 89 Personen aus der Europäischen Union, gegen die Moskau 2015 in Zusammenhang mit der Annexion der Krim durch Russland  ein Einreiseverbot verhängt hat.